# Carga sobrepuesta
Una carga superpuesta o carga apilada o carga superpuesta es un método utilizado por varias armas de fuego de carga por boca, desde aquellas con llave de mecha a las que poseen llave de percusión, así como las más nuevas armas de Metal Storm, para disparar múltiples veces desde un solo cañón sin necesidad de recargar. En cierto sentido, las armas de carga superpuesta fueron las primeras armas de fuego automáticas, ya que disparaban múltiples tiros con jalar una vez el gatillo.

## Diseño
Las cargas superpuestas son cargas que se colocan en el cañón del arma, una encima de la otra, de modo que haya una secuencia alternada de (desde el fondo de la recámara) pólvora, proyectil, pólvora, proyectil, etc., para el número de cargas deseado. Cada carga va acompañada de un agujero de contacto correspondiente que permite la ignición de esa carga. En el caso más simple, el fósforo, cada agujero de contacto es cebado individualmente y encendido con el fósforo, de adelante hacia atrás. Cada proyectil detrás de la primera actúa como sello, para prevenir la ignición de la siguiente carga.
Las armas de chispa mediante pedernal que utilizan cargas superpuestas a menudo implican un cerrojo deslizante, que se desliza a lo largo del cañón y se traba en cada agujero de contacto sucesivo. El cerrojo era preparado, amartillado y disparado en cada agujero de contacto para descargar las sucesivas cargas. Algunos diseños basados en llave de percusión utilizaban múltiples martillos, cada uno impactando en un pezón que llevaba a una carga diferente, permitiendo un verdadero fuego rápido.

## Historia
Los diseños de armas de fuego que utilizan cargas superpuestas han aparecido periódicamente a lo largo de la historia de las armas de fuego, aunque con éxito limitado. Siempre han estado plagados de problemas de cargas secuenciales que se disparan juntas, lo que puede resultar en una explosión del cañón y en lesiones para el usuario.

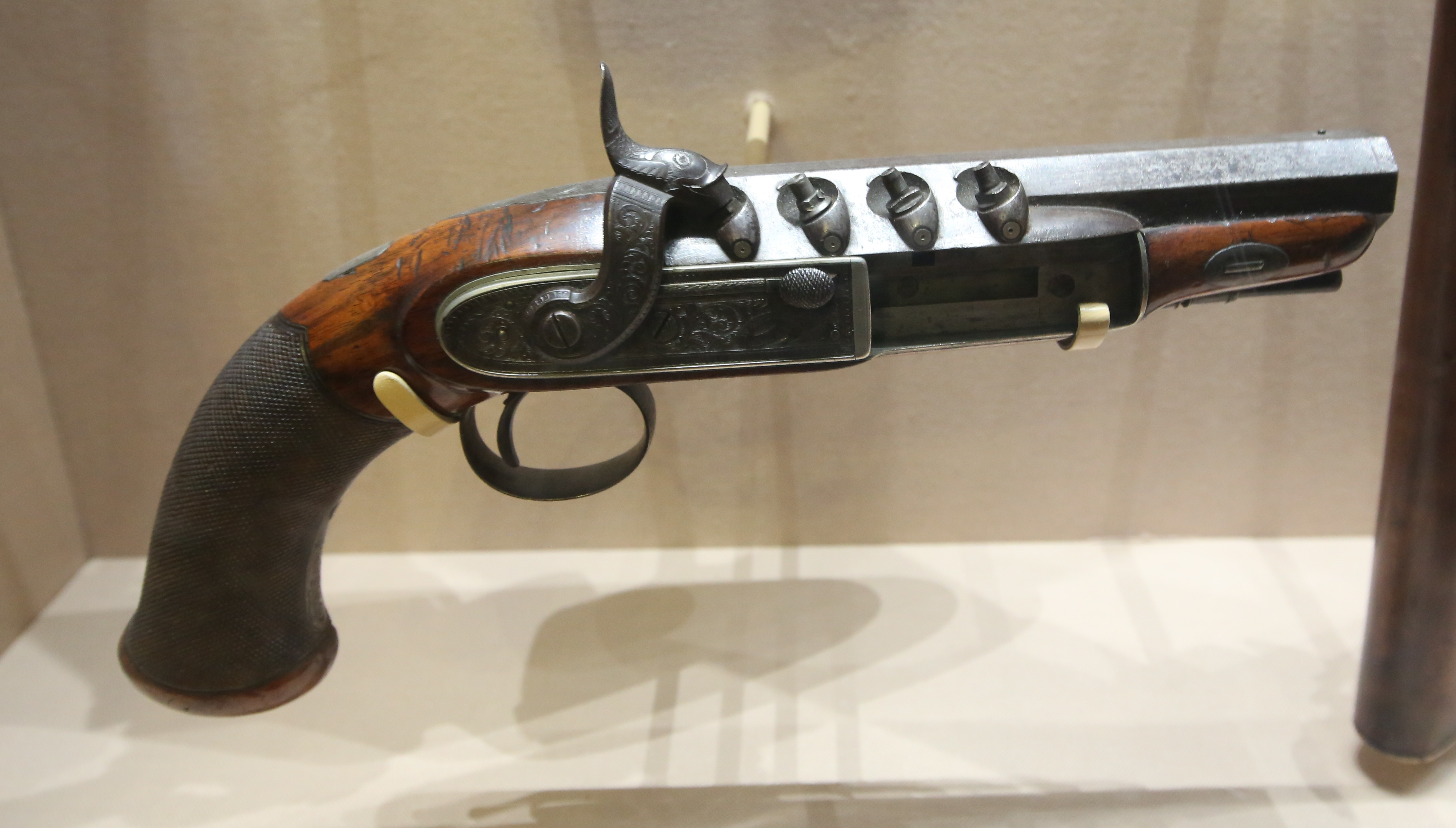
Una pistola de carga superpuesta fabricada en Gran Bretaña por William Mills hacia 1830

- Una temprana mención de las cargas superpuestas la hace Giambattista della Porta en su libro Magia Naturalis (publicado en 1558), donde describe una pistola de latón que podía descargar diez o más balas "sin interrupción".[2] La descripción de Porta es muy similar a la de una vela romana, ya que utiliza una carga propulsora cargada con una bola de tamaño inferior, seguida de una carga de combustión más lenta para añadir un retardo, repitiéndose hasta llegar a la boca del cañón. La cadena de cargas se dispara encendiendo la última capa de pólvora de combustión lenta, con lo que el arma dispara cada carga en sucesión.[3]
- Samuel Pepys también menciona en una anotación de 1662 en su diario un arma que se dispararía siete veces, y la describió como "muy útil".[4]
- Una patente británica para cargas superpuestas en un solo cañón fue conferida en 1682 a Charles Cardiff.[5]
- Otra patente británica que utilizaba cargas superpuestas y que tenía una cerradura deslizante fue otorgada a John Aitken en 1780.[6]
- El inventor estadounidense Joseph Belton combinó los conceptos anteriores de carga superpuesta en el cerrojo de chispa Belton, que utilizaba un cerrojo deslizante con múltiples orificios de contacto para encender conjuntos separados de cargas fundidas, lo que permitía disparar varios tiros por cada tirón del gatillo y disparar varios tiros al reposicionar y recargar el cerrojo. Belton intentó patentar su invento al Congreso Continental en 1777, y al Ejército Británico y a la Compañía de las Indias Orientales en 1784.[7]
- Un armero americano, Isaiah Jennings, fabricó un arma de carga superpuesta mencionada en un artículo del New York Evening Post del 10 de abril de 1822. El artículo afirma que el arma consiste en un solo cañón y un cerrojo, que puede disparar de quince a veinte cargas, que pueden ser disparadas en el espacio de dos segundos por carga. El arma de Jennings añade, además del cerrojo deslizante y los múltiples orificios de contacto de los diseños anteriores, tenía un mecanismo para cebar automáticamente el plato del cerrojo, lo que significa que cada disparo puede hacerse simplemente amartillando la cerradura y apretando el gatillo. Una versión de 12 disparos, de carga de culata del rifle Jennings, número de serie 1, se vendió por 34.000 dólares de los EE. UU. en una subasta en 2006.
- El diseño de Metal Storm intentó resolver estos problemas, pero fue un fracaso comercial.